# Heterogorgia tortuosa
Heterogorgia tortuosa is een zachte koraalsoort uit de familie Plexauridae. De koraalsoort komt uit het geslacht Heterogorgia. Heterogorgia tortuosa werd in 1868 voor het eerst wetenschappelijk beschreven door Verrill. 